# Aphantopus
Глазки (Aphantopus) — род дневных бабочек из семейства бархатниц, представители которого обитают в Палеарктике.

## Описание
Усики бабочек с постепенно утолщающейся булавой. В основании передних крыльев имеются вздутые две жилки. Задние крылья на нижней стороне в дискальной области не имеют ломаных темных перевязей, равномерно окрашены в буро-оливковый тон. Копулятивный аппарат самцов характеризуется вальвами, у которых вершина удлинена и вооружена короткими зубцами.

## Виды

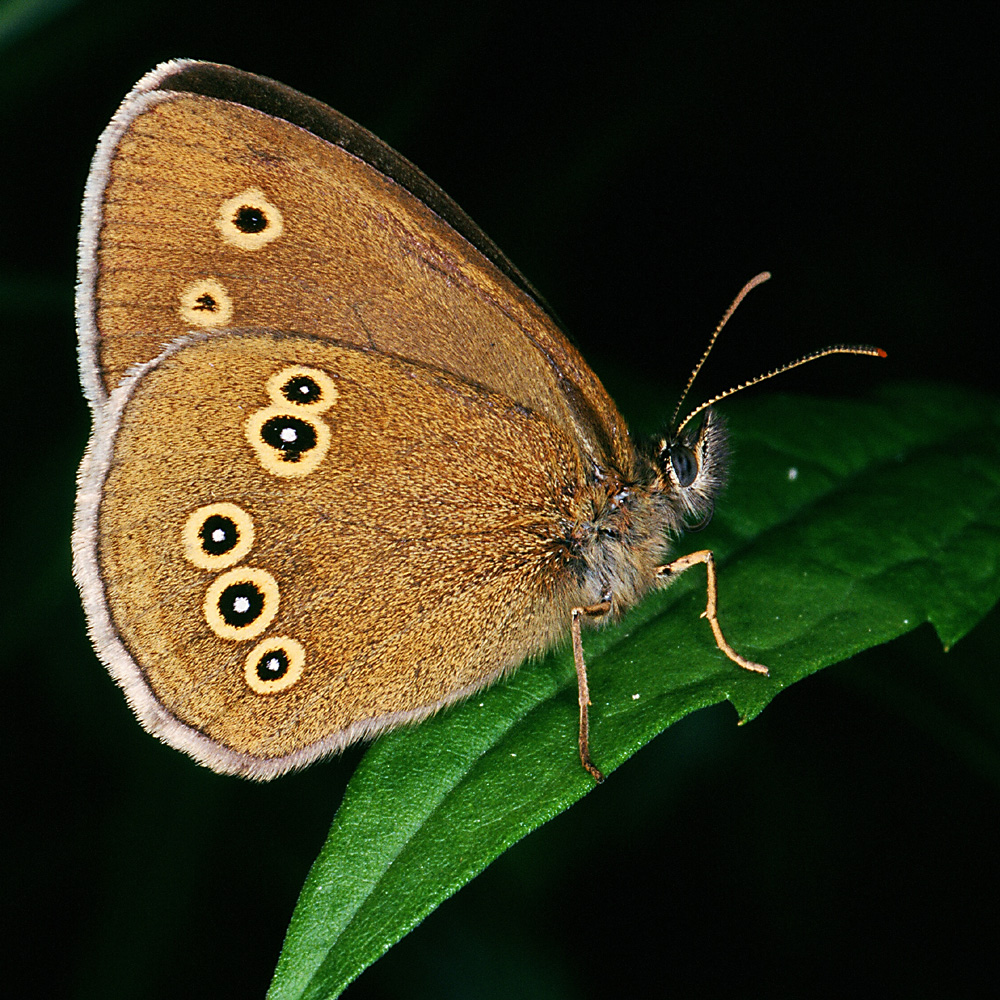
Нижняя сторона крыльев Aphantopus hyperantus

- Aphantopus arvensis (Oberthür, 1876) (Китай)
  - Aphantopus arvensis arvensis
  - Aphantopus arvensis campana Leech, 1892 (Китай)
  - Aphantopus arvensis deqenensis Li, ?1995
- Aphantopus hyperantus (Linnaeus, 1758) 
  - Aphantopus hyperantus abaensis Yoshino, 2003
  - Aphantopus hyperantus alpheois Fruhstorfer, 1908
  - Aphantopus hyperantus arctica (Seitz, 1909) (Европа)
  - Aphantopus hyperantus bieti (Oberthür, 1884) (Китай)
  - Aphantopus hyperantus luti Evans, 1915 (Тибет)
  - Aphantopus hyperantus ocellana (Butler, 1882)
  - Aphantopus hyperantus sajana (O. Bang-Haas, 1906)
  - Aphantopus hyperantus sibiricus Obraztsov, 1936
- Aphantopus maculosa (Leech, 1890) (Китай)